# Спасшаяся с «Титаника»
«Спасшаяся с „Титаника“» (англ. Saved from the Titanic) — немой художественный фильм, первый фильм, посвящённый катастрофе «Титаника». Фильм был выпущен уже через месяц после катастрофы, а исполнительница главной роли Дороти Гибсон действительно была в числе пассажиров корабля. Фильм считается утраченным, так как все его известные фильмокопии были уничтожены во время пожара на студии «Éclair Film Company» в 1914 году. Некоторые сцены фильма были сняты по цветной технологии.

## Сюжет
Дороти, выжившая при крушении «Титаника», рассказывает о катастрофе своим родителям и жениху. Её брак находится под угрозой — услышав о крушении, родители не хотят выдавать дочь замуж за моряка.

## В ролях
- Дороти Гибсон — Дороти
- Алек Фрэнсис — отец Дороти
- Джулия Стюарт — мать Дороти
- Джон Адольфи — энсин Джек
- Уильям Данн — приятель Джека
- Гай Оливер — приятель Джека

## Дополнительная информация
Фильм был одним из первых, в котором использовалась технология съёмки в натуральных цветах. Хотя по большей части он снят в чёрно-белом варианте, но две сцены были отсняты по системе «Кинемаколор» — сцена возвращения Дороти к родителям, когда они уже считают её погибшей, и финальная сцена, в которой отец выдаёт её замуж.